# Championnat du monde masculin de vitesse
Le Championnat du monde de vitesse masculin est le championnat du monde de vitesse individuelle organisé annuellement par l'UCI dans le cadre des Championnats du monde de cyclisme sur piste.

## Historique
Le championnat du monde de vitesse est disputé régulièrement depuis 1895 mais connait toutefois deux périodes d'interruption à cause des guerres mondiales, de 1914 à 1919 et de 1940 à 1945. Jusqu'en 1991, deux épreuves de vitesse figurent au programme : une compétition pour les amateurs et une pour les professionnels. En 1992, les compétitions amateur et professionnel fusionnent et il n'y a plus depuis lors qu'une seule épreuve open.
Du côté professionnel, le premier vainqueur en 1895 est le Belge Robert Protin et le plus récent en 2013 est l'Allemand Stefan Bötticher. Le champion le plus titré est le Japonais Kōichi Nakano, 10 fois champion du monde de la discipline entre 1977 et 1986. Il devance le Belge Jef Scherens et l'Italien Antonio Maspes qui ont chacun remporté six titres.

Dans la catégorie amateur, le Français Daniel Morelon est le sprinteur le plus titré avec sept victoires. Il devance le Britannique William Bailey et l'Allemand Lutz Hesslich avec quatre victoires.

## Les années olympiques
En 1972, 1976, 1980, 1984 et 1988, la médaille d'or sur l'épreuve de vitesse amateur qui est disputée aux Jeux olympiques vaut titre de champion du monde, avec attribution du maillot « arc-en-ciel » pour une année.

## Palmarès

### Vitesse amateur (1893 à 1991)
| Édition | Or                                        | Argent                                    | Bronze                                    |
| ------- | ----------------------------------------- | ----------------------------------------- | ----------------------------------------- |
| 1893    | Arthur-Augustus Zimmerman (USA)           | John Johnson (USA)                        | John-Patrick Bliss (USA)                  |
| 1894    | August Lehr (GER)                         | Jaap Eden (NED)                           | William Broadbridge (GBR)                 |
| 1895    | Jaap Eden (NED)                           | Christian Ingemann (DEN)                  | Jean Schaaf (GER)                         |
| 1896    | Harry Reynolds (IRL)                      | Edwin Schräder (DEN)                      | Charles Guillaumet (FRA)                  |
| 1897    | Edwin Schräder (DEN)                      | W. P. Fawcett (GBR)                       | Harry Reynolds (IRL)                      |
| 1898    | Paul Albert (GER)                         | Ludwig Opel (GER)                         | Thomas Summersgill (GBR)                  |
| 1899    | Thomas Summersgill (GBR)                  | Earl Peabody (USA)                        | John Caldow (GBR)                         |
| 1900    | Alphonse Didier-Nauts (BEL)               | John Henry Lake (USA)                     | Ferdinand Vasserot (FRA)                  |
| 1901    | Émile Maitrot (FRA)                       | Léon Veljtruba (BOH)                      | Heinrich Struth (GER)                     |
| 1902    | Charles Picard (FRA)                      | Léon Delaborde (FRA)                      | Orla Nord (DEN)                           |
| 1903    | Arthur L. Reed (GBR)                      | Jimmy Benyon (GBR)                        | C. Hellemann (DEN)                        |
| 1904    | Marcus Hurley (USA)                       | Arthur L. Reed (GBR)                      | Jimmy Benyon (GBR)                        |
| 1905    | Jimmy Benyon (GBR)                        | H. D. Buck (GBR)                          | Eugène Debognies (FRA)                    |
| 1906    | Francesco Verri (ITA)                     | Émile Delage (FRA)                        | Dario Rondelli (FRA)                      |
| 1907    | Jean Devoissoux (FRA)                     | Alexandre Auffray (FRA)                   | Camille Avrillon (FRA)                    |
| 1908    | Victor Johnson (GBR)                      | Benjamin Jones (GBR)                      | Émile Demangel (FRA)                      |
| 1909    | William Bailey (GBR)                      | Karl Neumer (GER)                         | Maurice Schilles (FRA)                    |
| 1910    | William Bailey (GBR)                      | Karl Neumer (GER)                         | Paul Texier (FRA)                         |
| 1911    | William Bailey (GBR)                      | Angelo Feroci (ITA)                       | Guido Gasparinetti (ITA)                  |
| 1912    | Donald McDougall (USA)                    | Harry Kaiser (USA)                        | James Diver (USA)                         |
| 1913    | William Bailey (GBR)                      | Harry Ryan (GBR)                          | Christel Rode (GER)                       |
| 1920    | Maurice Peeters (NED)                     | Thomas Johnson (GBR)                      | Gerald Halpin (AUS)                       |
| 1921    | Henry Brask Andersen (DEN)                | Erik Kjeldsen (DEN)                       | Johan Normann (DEN)                       |
| 1922    | Thomas Johnson (GBR)                      | Maurice Peeters (NED)                     | William Ormston (GBR)                     |
| 1923    | Lucien Michard (FRA)                      | Antoine Mazairac (NED)                    | Gerard Bosch van Drakestein (NED)         |
| 1924    | Lucien Michard (FRA)                      | Lucien Faucheux (FRA)                     | Henry F. Fuller (GBR)                     |
| 1925    | Jaap Meijer (NED)                         | Antoine Mazairac (NED)                    | Bernardus Leene (NED)                     |
| 1926    | Avanti Martinetti (ITA)                   | Léon Galvaing (FRA)                       | Antoine Mazairac (NED)                    |
| 1927    | Mathias Engel (GER)                       | Willy Falck Hansen (DEN)                  | Peter Steffes (GER)                       |
| 1928    | Willy Falck Hansen (DEN)                  | Roger Beaufrand (FRA)                     | Jack Standen (AUS)                        |
| 1929    | Antoine Mazairac (NED)                    | Sydney Cozens (GBR)                       | Willy Gervin (DEN)                        |
| 1930    | Louis Gérardin (FRA)                      | Sydney Cozens (GBR)                       | Bruno Pellizzari (ITA)                    |
| 1931    | Helge Harder (DEN)                        | Willy Gervin (DEN)                        | Anker Meyer-Andersen (DEN)                |
| 1932    | Albert Richter (GER)                      | Nino Mozzo (ITA)                          | Willi Frach (GER)                         |
| 1933    | Jacobus van Egmond (NED)                  | Roland Ulrich (FRA)                       | Anker Meyer-Andersen (DEN)                |
| 1934    | Benedetto Pola (ITA)                      | Arie van Vliet (NED)                      | Christian Lenté (FRA)                     |
| 1935    | Toni Merkens (GER)                        | Arie van Vliet (NED)                      | Jef van de Vijver (NED)                   |
| 1936    | Arie van Vliet (NED)                      | Pierre Georget (FRA)                      | Henri Collard (BEL)                       |
| 1937    | Jef van de Vijver (NED)                   | Pierre Georget (FRA)                      | Hendrik Ooms (NED)                        |
| 1938    | Jef van de Vijver (NED)                   | Bruno Loatti (ITA)                        | Jan Derksen (NED)                         |
| 1939    | Jan Derksen (NED)                         | Italo Astolfi (ITA)                       | Gerhard Purann (GER)                      |
| 1946    | Oscar Plattner (SUI)                      | Axel Schandorff (DEN)                     | Cornelis Byster (NED)                     |
| 1947    | Reginald Harris (GBR)                     | Cornelis Byster (NED)                     | Henri Sensever (FRA)                      |
| 1948    | Mario Ghella (ITA)                        | Axel Schandorff (DEN)                     | Reginald Harris (GBR)                     |
| 1949    | Sydney Patterson (AUS)                    | Jacques Bellenger (FRA)                   | John Held (USA)                           |
| 1950    | Maurice Verdeun (FRA)                     | Pierre Even (FRA)                         | Jan Hijzelendoorn (NED)                   |
| 1951    | Enzo Sacchi (ITA)                         | Russell Mockridge (AUS)                   | Marino Morettini (ITA)                    |
| 1952    | Enzo Sacchi (ITA)                         | Marino Morettini (ITA)                    | Cyril Peacock (GBR)                       |
| 1953    | Marino Morettini (ITA)                    | Cesare Pinarello (ITA)                    | Werner Potzernheim (GER)                  |
| 1954    | Cyril Peacock (GBR)                       | John Tressider (AUS)                      | Roger Gaignard (FRA)                      |
| 1955    | Giuseppe Ogna (ITA)                       | Jorge Bátiz (ARG)                         | John Tressider (AUS)                      |
| 1956    | Michel Rousseau (FRA)                     | Jorge Bátiz (ARG)                         | Guglielmo Pesenti (ITA)                   |
| 1957    | Michel Rousseau (FRA)                     | Guglielmo Pesenti (ITA)                   | Valentino Gasparella (ITA)                |
| 1958    | Valentino Gasparella (ITA)                | Sante Gaiardoni (ITA)                     | Richard Ploog (AUS)                       |
| 1959    | Valentino Gasparella (ITA)                | Sante Gaiardoni (ITA)                     | André Gruchet (FRA)                       |
| 1960    | Sante Gaiardoni (ITA)                     | Leo Sterckx (BEL)                         | David Handley (GBR)                       |
| 1961    | Sergio Bianchetto (ITA)                   | Giuseppe Beghetto (ITA)                   | Ron Baensch (AUS)                         |
| 1962    | Sergio Bianchetto (ITA)                   | Giuseppe Beghetto (ITA)                   | Pierre Trentin (FRA)                      |
| 1963    | Patrick Sercu (BEL)                       | Sergio Bianchetto (ITA)                   | Pierre Trentin (FRA)                      |
| 1964    | Pierre Trentin (FRA)                      | Daniel Morelon (FRA)                      | Sergio Bianchetto (ITA)                   |
| 1965    | Omar Phakadze (URS)                       | Giordano Turrini (ITA)                    | Daniel Morelon (FRA)                      |
| 1966    | Daniel Morelon (FRA)                      | Pierre Trentin (FRA)                      | Omar Phakadze (URS)                       |
| 1967    | Daniel Morelon (FRA)                      | Pierre Trentin (FRA)                      | Luigi Borghetti (ITA)                     |
| 1968    | Luigi Borghetti (ITA)                     | Niels Fredborg (DEN)                      | Robert Van Lancker (BEL)                  |
| 1969    | Daniel Morelon (FRA)                      | Omar Phakadze (URS)                       | Peder Pedersen (DEN)                      |
| 1970    | Daniel Morelon (FRA)                      | Peder Pedersen (DEN)                      | Gérard Quintyn (FRA)                      |
| 1971    | Daniel Morelon (FRA)                      | Sergeï Kravtsov (URS)                     | Ivan Kucirek (TCH)                        |
| 1972    | Non disputé en raison des Jeux olympiques | Non disputé en raison des Jeux olympiques | Non disputé en raison des Jeux olympiques |
| 1973    | Daniel Morelon (FRA)                      | Anatoly Iablunowski (URS)                 | Giorgi Rossi (ITA)                        |
| 1974    | Anton Tkáč (TCH)                          | Sergeï Kravtsov (URS)                     | Giorgi Rossi (ITA)                        |
| 1975    | Daniel Morelon (FRA)                      | Giorgi Rossi (ITA)                        | Emanuel Raasch (GDR)                      |
| 1976    | Non disputé en raison des Jeux olympiques | Non disputé en raison des Jeux olympiques | Non disputé en raison des Jeux olympiques |
| 1977    | Hans-Jürgen Geschke (GDR)                 | Emanuel Raasch (GDR)                      | Lutz Hesslich (GDR)                       |
| 1978    | Anton Tkáč (TCH)                          | Emanuel Raasch (GDR)                      | Christian Dresscher (GDR)                 |
| 1979    | Lutz Hesslich (GDR)                       | Emanuel Raasch (GDR)                      | Christian Dresscher (GDR)                 |
| 1980    | Non disputé en raison des Jeux olympiques | Non disputé en raison des Jeux olympiques | Non disputé en raison des Jeux olympiques |
| 1981    | Sergeï Kopylov (URS)                      | Lutz Hesslich (GDR)                       | Detlef Uibel (GDR)                        |
| 1982    | Sergeï Kopylov (URS)                      | Lutz Hesslich (GDR)                       | Emzar Gulachvili (URS)                    |
| 1983    | Lutz Hesslich (GDR)                       | Sergeï Kopylov (URS)                      | Michael Hübner (GDR)                      |
| 1984    | Non disputé en raison des Jeux olympiques | Non disputé en raison des Jeux olympiques | Non disputé en raison des Jeux olympiques |
| 1985    | Lutz Hesslich (GDR)                       | Michael Hübner (GDR)                      | Ralf-Guido Kuschy (GDR)                   |
| 1986    | Michael Hübner (GDR)                      | Lutz Hesslich (GDR)                       | Ralf-Guido Kuschy (GDR)                   |
| 1987    | Lutz Hesslich (GDR)                       | Bill Huck (GDR)                           | Michael Hübner (GDR)                      |
| 1988    | Non disputé en raison des Jeux olympiques | Non disputé en raison des Jeux olympiques | Non disputé en raison des Jeux olympiques |
| 1989    | Bill Huck (GDR)                           | Michael Hübner (GDR)                      | Nikolaï Kovch (URS)                       |
| 1990    | Bill Huck (GDR)                           | Curtis Harnett (CAN)                      | Jens Fiedler (GDR)                        |
| 1991    | Jens Fiedler (GER)                        | Bill Huck (GER)                           | Gary Neiwand (AUS)                        |

### Vitesse professionnelle (open depuis 1992)
| Édition | Or                           | Argent                       | Bronze                         |
| ------- | ---------------------------- | ---------------------------- | ------------------------------ |
| 1895    | Robert Protin (BEL)          | George A. Banker (USA)       | Émile Huet (BEL)               |
| 1896    | Paul Bourrillon (FRA)        | Charles F. Barden (GBR)      | Edmond Jacquelin (FRA)         |
| 1897    | Willy Arend (GER)            | Charles F. Barden (GBR)      | Paul Nossam (FRA)              |
| 1898    | George A. Banker (USA)       | Franz Verheyen (GER)         | Edmond Jacquelin (FRA)         |
| 1899    | Major Taylor (USA)           | Tom Butler (USA)             | Gaston Courbe d'Outrelon (FRA) |
| 1900    | Edmond Jacquelin (FRA)       | Harrie Meyers (NED)          | Willy Arend (GER)              |
| 1901    | Thorvald Ellegaard (DEN)     | Edmond Jacquelin (FRA)       | Guus Schilling (NED)           |
| 1902    | Thorvald Ellegaard (DEN)     | Harrie Meyers (NED)          | Pietro Bixio (ITA)             |
| 1903    | Thorvald Ellegaard (DEN)     | Willy Arend (GER)            | Harrie Meyers (NED)            |
| 1904    | Iver Lawson (USA)            | Thorvald Ellegaard (DEN)     | Henri Mayer (GER)              |
| 1905    | Gabriel Poulain (FRA)        | Thorvald Ellegaard (DEN)     | Henri Mayer (GER)              |
| 1906    | Thorvald Ellegaard (DEN)     | Gabriel Poulain (FRA)        | Émile Friol (FRA)              |
| 1907    | Émile Friol (FRA)            | Henri Mayer (GER)            | Walter Rütt (GER)              |
| 1908    | Thorvald Ellegaard (DEN)     | Gabriel Poulain (FRA)        | Charles Van Den Born (BEL)     |
| 1909    | Victor Dupré (FRA)           | Gabriel Poulain (FRA)        | Walter Rütt (GER)              |
| 1910    | Émile Friol (FRA)            | Thorvald Ellegaard (DEN)     | Walter Rütt (GER)              |
| 1911    | Thorvald Ellegaard (DEN)     | Léon Hourlier (FRA)          | Julien Pouchois (FRA)          |
| 1912    | Frank Kramer (USA)           | Alfred Grenda (AUS)          | André Perchicot (FRA)          |
| 1913    | Walter Rütt (GER)            | Thorvald Ellegaard (DEN)     | André Perchicot (FRA)          |
| 1920    | Robert Spears (AUS)          | Ernest Kauffmann (SUI)       | William Bailey (GBR)           |
| 1921    | Piet Moeskops (NED)          | Robert Spears (AUS)          | Pierre Sergent (FRA)           |
| 1922    | Piet Moeskops (NED)          | Robert Spears (AUS)          | Aloïs De Graeve (BEL)          |
| 1923    | Piet Moeskops (NED)          | Gabriel Poulain (FRA)        | Ernest Kauffmann (SUI)         |
| 1924    | Piet Moeskops (NED)          | Ernest Kauffmann (SUI)       | Maurice Schilles (FRA)         |
| 1925    | Ernest Kauffmann (SUI)       | Maurice Schilles (FRA)       | Lucien Michard (FRA)           |
| 1926    | Piet Moeskops (NED)          | Cesare Moretti (ITA)         | Lucien Michard (FRA)           |
| 1927    | Lucien Michard (FRA)         | Ernest Kauffmann (SUI)       | Lucien Faucheux (FRA)          |
| 1928    | Lucien Michard (FRA)         | Lucien Faucheux (FRA)        | Ernest Kauffmann (SUI)         |
| 1929    | Lucien Michard (FRA)         | Piet Moeskops (NED)          | Ernest Kauffmann (SUI)         |
| 1930    | Lucien Michard (FRA)         | Piet Moeskops (NED)          | Orlando Piani (ITA)            |
| 1931    | Willy Falck Hansen (DEN)     | Lucien Michard (FRA)         | Jef Scherens (BEL)             |
| 1932    | Jef Scherens (BEL)           | Lucien Michard (FRA)         | Mathias Engel (GER)            |
| 1933    | Jef Scherens (BEL)           | Lucien Michard (FRA)         | Albert Richter (GER)           |
| 1934    | Jef Scherens (BEL)           | Albert Richter (GER)         | Louis Gérardin (FRA)           |
| 1935    | Jef Scherens (BEL)           | Albert Richter (GER)         | Louis Gérardin (FRA)           |
| 1936    | Jef Scherens (BEL)           | Louis Gérardin (FRA)         | Albert Richter (GER)           |
| 1937    | Jef Scherens (BEL)           | Arie van Vliet (NED)         | Albert Richter (GER)           |
| 1938    | Arie van Vliet (NED)         | Jef Scherens (BEL)           | Albert Richter (GER)           |
| 1939    | Finale non disputée          | Finale non disputée          | Albert Richter (GER)           |
| 1946    | Jan Derksen (NED)            | Georges Senfftleben (FRA)    | Arie van Vliet (NED)           |
| 1947    | Jef Scherens (BEL)           | Louis Gérardin (FRA)         | Georges Senfftleben (FRA)      |
| 1948    | Arie van Vliet (NED)         | Louis Gérardin (FRA)         | Georges Senfftleben (FRA)      |
| 1949    | Reginald Harris (GBR)        | Jan Derksen (NED)            | Arie van Vliet (NED)           |
| 1950    | Reginald Harris (GBR)        | Arie van Vliet (NED)         | Jan Derksen (NED)              |
| 1951    | Reginald Harris (GBR)        | Jacques Bellenger (FRA)      | Sydney Patterson (AUS)         |
| 1952    | Oscar Plattner (SUI)         | Georges Senfftleben (FRA)    | Jan Derksen (NED)              |
| 1953    | Arie van Vliet (NED)         | Enzo Sacchi (ITA)            | Reginald Harris (GBR)          |
| 1954    | Reginald Harris (GBR)        | Arie van Vliet (NED)         | Enzo Sacchi (ITA)              |
| 1955    | Antonio Maspes (ITA)         | Oscar Plattner (SUI)         | Arie van Vliet (NED)           |
| 1956    | Antonio Maspes (ITA)         | Reginald Harris (GBR)        | Oscar Plattner (SUI)           |
| 1957    | Jan Derksen (NED)            | Arie van Vliet (NED)         | Roger Gaignard (FRA)           |
| 1958    | Michel Rousseau (FRA)        | Enzo Sacchi (ITA)            | Antonio Maspes (ITA)           |
| 1959    | Antonio Maspes (ITA)         | Michel Rousseau (FRA)        | Jan Derksen (NED)              |
| 1960    | Antonio Maspes (ITA)         | Oscar Plattner (SUI)         | Jos De Bakker (BEL)            |
| 1961    | Antonio Maspes (ITA)         | Michel Rousseau (FRA)        | Jos De Bakker (BEL)            |
| 1962    | Antonio Maspes (ITA)         | Sante Gaiardoni (ITA)        | Oscar Plattner (SUI)           |
| 1963    | Sante Gaiardoni (ITA)        | Antonio Maspes (ITA)         | Jos De Bakker (BEL)            |
| 1964    | Antonio Maspes (ITA)         | Ron Baensch (AUS)            | Jos De Bakker (BEL)            |
| 1965    | Giuseppe Beghetto (ITA)      | Patrick Sercu (BEL)          | Ron Baensch (AUS)              |
| 1966    | Giuseppe Beghetto (ITA)      | Ron Baensch (AUS)            | Sante Gaiardoni (ITA)          |
| 1967    | Patrick Sercu (BEL)          | Giuseppe Beghetto (ITA)      | Angelo Damiano (ITA)           |
| 1968    | Giuseppe Beghetto (ITA)      | Patrick Sercu (BEL)          | Giovanni Pettenella (ITA)      |
| 1969    | Patrick Sercu (BEL)          | Robert Van Lancker (BEL)     | Sante Gaiardoni (ITA)          |
| 1970    | Gordon Johnson (AUS)         | Sante Gaiardoni (ITA)        | Leijn Loevesijn (NED)          |
| 1971    | Leijn Loevesijn (NED)        | Robert Van Lancker (BEL)     | Giordano Turrini (ITA)         |
| 1972    | Robert Van Lancker (BEL)     | Gordon Johnson (AUS)         | Giordano Turrini (ITA)         |
| 1973    | Robert Van Lancker (BEL)     | Giordano Turrini (ITA)       | Ezio Cardi (ITA)               |
| 1974    | Peder Pedersen (DEN)         | John-Michael Nicholson (AUS) | Robert Van Lancker (BEL)       |
| 1975    | John-Michael Nicholson (AUS) | Peder Pedersen (DEN)         | Ryoji Abe (JPN)                |
| 1976    | John-Michael Nicholson (AUS) | Giordano Turrini (ITA)       | Yoshikazu Sugata (JPN)         |
| 1977    | Kōichi Nakano (JPN)          | Yoshikazu Sugata (JPN)       | John-Michael Nicholson (AUS)   |
| 1978    | Kōichi Nakano (JPN)          | Dieter Berkmann (GER)        | Yoshinobu Sugano (JPN)         |
| 1979    | Kōichi Nakano (JPN)          | Dieter Berkmann (GER)        | Michel Vaarten (BEL)           |
| 1980    | Kōichi Nakano (JPN)          | Masahito Ozaki (JPN)         | Daniel Morelon (FRA)           |
| 1981    | Kōichi Nakano (JPN)          | Gordon Singleton (CAN)       | Kenji Takahashi (JPN)          |
| 1982    | Kōichi Nakano (JPN)          | Gordon Singleton (CAN)       | Yavé Cahard (FRA)              |
| 1983    | Kōichi Nakano (JPN)          | Yavé Cahard (FRA)            | Ottavio Dazzan (ITA)           |
| 1984    | Kōichi Nakano (JPN)          | Ottavio Dazzan (ITA)         | Yavé Cahard (FRA)              |
| 1985    | Kōichi Nakano (JPN)          | Yoshiyuki Matsueda (JPN)     | Ottavio Dazzan (ITA)           |
| 1986    | Kōichi Nakano (JPN)          | Hideyuki Matsui (JPN)        | Nobuyuki Tawara (JPN)          |
| 1987    | Nobuyuki Tawara (JPN)        | Hideyuki Matsui (JPN)        | Claudio Golinelli (ITA)        |
| 1988    | Stephen Pate (AUS)           | disqualifié                  | Nobuyuki Tawara (JPN)          |
| 1989    | Claudio Golinelli (ITA)      | Yuichiro Kamiyama (JPN)      | Hideyuki Matsui (JPN)          |
| 1990    | Michael Hübner (GDR)         | Claudio Golinelli (ITA)      | Stephen Pate (AUS)             |
| 1991    | Disqualifié                  | Fabrice Colas (FRA)          | disqualifié                    |
| 1992    | Michael Hübner (GER)         | Frédéric Magné (FRA)         | Eric Schoefs (BEL)             |
| 1993    | Gary Neiwand (AUS)           | Michael Hübner (GER)         | Eyk Pokorny (GER)              |
| 1994    | Martin Nothstein (USA)       | Darryn Hill (AUS)            | Michael Hübner (GER)           |
| 1995    | Darryn Hill (AUS)            | Curtis Harnett (CAN)         | Frédéric Magné (FRA)           |
| 1996    | Florian Rousseau (FRA)       | Martin Nothstein (USA)       | Darryn Hill (AUS)              |
| 1997    | Florian Rousseau (FRA)       | Jens Fiedler (GER)           | Darryn Hill (AUS)              |
| 1998    | Florian Rousseau (FRA)       | Jens Fiedler (GER)           | Laurent Gané (FRA)             |
| 1999    | Laurent Gané (FRA)           | Jens Fiedler (GER)           | Florian Rousseau (FRA)         |
| 2000    | Jan van Eijden (GER)         | Laurent Gané (FRA)           | 3e place non disputée          |
| 2001    | Arnaud Tournant (FRA)        | Laurent Gané (FRA)           | Florian Rousseau (FRA)         |
| 2002    | Sean Eadie (AUS)             | Jobie Dajka (AUS)            | Florian Rousseau (FRA)         |
| 2003    | Laurent Gané (FRA)           | Jobie Dajka (AUS)            | René Wolff (GER)               |
| 2004    | Theo Bos (NED)               | Laurent Gané (FRA)           | Ryan Bayley (AUS)              |
| 2005    | René Wolff (GER)             | Mickaël Bourgain (FRA)       | Jobie Dajka (AUS)              |
| 2006    | Theo Bos (NED)               | Craig MacLean (GBR)          | Stefan Nimke (GER)             |
| 2007    | Theo Bos (NED)               | Grégory Baugé (FRA)          | Mickaël Bourgain (FRA)         |
| 2008    | Chris Hoy (GBR)              | Kévin Sireau (FRA)           | Mickaël Bourgain (FRA)         |
| 2009    | Grégory Baugé (FRA)          | Azizulhasni Awang (MAS)      | Kévin Sireau (FRA)             |
| 2010    | Grégory Baugé (FRA)          | Shane Perkins (AUS)          | Kévin Sireau (FRA)             |
| 2011    | Jason Kenny (GBR)            | Chris Hoy (GBR)              | Mickaël Bourgain (FRA)         |
| 2012    | Grégory Baugé (FRA)          | Jason Kenny (GBR)            | Chris Hoy (GBR)                |
| 2013    | Stefan Bötticher (GER)       | Denis Dmitriev (RUS)         | François Pervis (FRA)          |
| 2014    | François Pervis (FRA)        | Stefan Bötticher (GER)       | Denis Dmitriev (RUS)           |
| 2015    | Grégory Baugé (FRA)          | Denis Dmitriev (RUS)         | Quentin Lafargue (FRA)         |
| 2016    | Jason Kenny (GBR)            | Matthew Glaetzer (AUS)       | Denis Dmitriev (RUS)           |
| 2017    | Denis Dmitriev (RUS)         | Harrie Lavreysen (NED)       | Ethan Mitchell (NZL)           |
| 2018    | Matthew Glaetzer (AUS)       | Jack Carlin (GBR)            | Sébastien Vigier (FRA)         |
| 2019    | Harrie Lavreysen (NED)       | Jeffrey Hoogland (NED)       | Mateusz Rudyk (POL)            |
| 2020    | Harrie Lavreysen (NED)       | Jeffrey Hoogland (NED)       | Azizulhasni Awang (MAS)        |
| 2021    | Harrie Lavreysen (NED)       | Jeffrey Hoogland (NED)       | Sébastien Vigier (FRA)         |
| 2022    | Harrie Lavreysen (NED)       | Matthew Richardson (AUS)     | Matthew Glaetzer (AUS)         |
| 2023    | Harrie Lavreysen (NED)       | Nicholas Paul (TTO)          | Jack Carlin (GBR)              |
| 2024    | Harrie Lavreysen (NED)       | Jeffrey Hoogland (NED)       | Kaiya Ota (JPN)                |

## Bilan
| Rang | Coureur            | Pays        | Médaille d'or, Coupe du Monde | Médaille d'argent, Coupe du Monde | Médaille de bronze, Coupe du Monde | Total | Compétition |
| ---- | ------------------ | ----------- | ----------------------------- | --------------------------------- | ---------------------------------- | ----- | ----------- |
| 1    | Kōichi Nakano      | Japon       | 10                            | 0                                 | 0                                  | 10    | P           |
| 2    | Daniel Morelon     | France      | 7                             | 1                                 | 2                                  | 10    | AP          |
| 3    | Antonio Maspes     | Italie      | 7                             | 1                                 | 1                                  | 9     | P           |
| 3    | Jef Scherens       | Belgique    | 7                             | 1                                 | 1                                  | 9     | P           |
| 5    | Thorvald Ellegaard | Danemark    | 6                             | 4                                 | 0                                  | 10    | P           |
| 6    | Lucien Michard     | France      | 6                             | 3                                 | 2                                  | 11    | AP          |
| 7    | Harrie Lavreysen   | Pays-Bas    | 6                             | 1                                 | 0                                  | 7     | P           |
| 8    | Peter Moeskops     | Pays-Bas    | 5                             | 2                                 | 0                                  | 7     | P           |
| 9    | Reginald Harris    | Royaume-Uni | 5                             | 1                                 | 2                                  | 8     | AP          |
| 10   | Arie van Vliet     | Pays-Bas    | 4                             | 6                                 | 3                                  | 13    | AP          |

Note :
- A : correspond aux médailles obtenus dans la compétition amateur
- P : correspond aux médailles obtenus dans la compétition professionnelle/open

| Rang  | Pays               | Médaille d'or, Coupe du Monde | Médaille d'argent, Coupe du Monde | Médaille de bronze, Coupe du Monde | Total |
| ----- | ------------------ | ----------------------------- | --------------------------------- | ---------------------------------- | ----- |
| 1     | France             | 39                            | 42                                | 51                                 | 132   |
| 2     | Pays-Bas           | 29                            | 21                                | 17                                 | 67    |
| 3     | Italie             | 26                            | 25                                | 23                                 | 74    |
| 4     | Grande-Bretagne    | 18                            | 16                                | 13                                 | 47    |
| 5     | Belgique           | 14                            | 6                                 | 13                                 | 42    |
| 6     | Allemagne          | 12                            | 16                                | 23                                 | 51    |
| 7     | Danemark           | 12                            | 14                                | 7                                  | 33    |
| 8     | Japon              | 11                            | 6                                 | 8                                  | 25    |
| 9     | Australie          | 10                            | 15                                | 15                                 | 40    |
| 10    | Allemagne de l'Est | 9                             | 9                                 | 10                                 | 28    |
| 11    | États-Unis         | 8                             | 7                                 | 3                                  | 18    |
| 12    | Suisse             | 3                             | 5                                 | 5                                  | 13    |
| 13    | Union soviétique   | 3                             | 5                                 | 3                                  | 11    |
| 14    | Tchécoslovaquie    | 2                             | 0                                 | 1                                  | 3     |
| 15    | Russie             | 1                             | 2                                 | 2                                  | 5     |
| 16    | Irlande            | 1                             | 0                                 | 1                                  | 2     |
| 17    | Canada             | 0                             | 4                                 | 0                                  | 4     |
| 18    | Argentine          | 0                             | 2                                 | 0                                  | 2     |
| 19    | Malaisie           | 0                             | 1                                 | 1                                  | 2     |
| 20    | Bohême             | 0                             | 1                                 | 0                                  | 1     |
| 20    | Trinité-et-Tobago  | 0                             | 1                                 | 0                                  | 1     |
| 22    | Nouvelle-Zélande   | 0                             | 0                                 | 1                                  | 1     |
| 22    | Pologne            | 0                             | 0                                 | 1                                  | 1     |
| Total | Total              | 198                           | 198                               | 198                                | 594   |